# Antimilerijanski hormon
Antimilerijanski hormon (AMH, Milerijanski inhibitorni faktor, MIF, Milerijanski inhibitorni hormon, MIH, Milerijanska inhibitorna supstanca, MIS) je protein koji je kod ljudi kodiran AMH genom. On inhibira razviće paramezonefrinskog kanala u muškom embrionu.

## Distribucija po vrstama
AMH je prisutan kod riba, reptila, ptica, torbara, i materičnih sisara.

## Struktura
AMH je proteinski hormon koje strukturno srodan sa inhibinom i aktivinom. On je član familije transformirajućeg faktora rasta (TGF-β). AMH je dimerni glikoprotein.

## Gen
Kod ljudi, gen za AMH se nalazi na hromozomu 19p13.3, dok je gen  sa hromozoma 12 kodira njegov receptor.